# 1484 Postrema
Postrema (asteróide 1484) é um asteróide da cintura principal com um diâmetro de 43,18 quilómetros, a 2,170697 UA. Possui uma excentricidade de 0,2067939 e um período orbital de 1 653,54 dias (4,53 anos).
Postrema tem uma velocidade orbital média de 18,00471192 km/s e uma inclinação de 17,32244º.
Esse asteróide foi descoberto em 29 de Abril de 1938 por Grigory Neujmin.